# Filipiny na Letnich Igrzyskach Olimpijskich Młodzieży 2010
Filipiny na Letnich Igrzyskach Olimpijskich Młodzieży 2010 w Singapurze reprezentowało 10 sportowców w 5 dyscyplinach.

## Skład kadry

### Koszykówka
Drużyna chłopców:
9. miejsce
- Jerome Teng
- Michael Tolomia
- Michael Pate
- Bobby Ray Parks Jr

### Pływanie
- Jessie Lacuna
  - 100 m. st. dowolnym – 19. miejsce w kwalifikacjach (52.10)
  - 200 m. st. dowolnym – 8. miejsce w finale (1:51.95)
  - 200 m. st. motylkowym – 15. miejsce w kwalifikacjach (2:06.38)
- Jasmine Alkhaldi
  - 50 m. st. dowolnym – 17. miejsce w kwalifikacjach (27.10)
  - 100 m. st. dowolnym – 12. miejsce w półfinale (58.16)
  - 200 m. st. dowolnym – 22. miejsce w kwalifikacjach (2:07.37)
  - 200 m. st. motylkowym – 24. miejsce w kwalifikacjach (1:04.41)

### Podnoszenie ciężarów
- Patricia Llena – 5. miejsce

### Taekwondo
- Kirk Barbosa
- Leigh-Ann Nuguig

### Tenis
- Jeson Parombon
  - gra pojedyncza – 1. runda
  - gra podwójna – w parze z  Yuki Bhambri – 1. runda